# María Sabina
María Sabina García (née et morte à Huautla de Jiménez : 22 juillet 1894 - 22 novembre 1985) est une guérisseuse (tradipracticienne) mazatèque originaire du sud du Mexique. Sa pratique se fondait sur l'utilisation de champignons hallucinogènes enthéogènes tels que le Psilocybe mexicana. 

## Biographie
María Sabina serait née en 1894. Elle est la première chamane à permettre à des Occidentaux de participer aux cérémonies du velada, des cérémonies nocturnes au cours desquelles les participants consomment des champignons hallucinogènes. Elle utilise des champignons hallucinogènes enthéogènes tels que le Psilocybe mexicana. En revanche, elle n'utilise pas de champignons du type P. cubensis. En 1955, Robert Gordon Wasson, banquier et ethnobotaniste américain, rencontre María Sabina. Elle l'initie aux psilocybes. Il rapporte de son voyage des spores du champignon utilisé pour les rituels, le psilocybe mexicana, et raconte son expérience dans Seeking the Magic Mushroom.
Au cours des années 1960, de nombreux jeunes américains (marginaux, scientifiques ou autres), se mettent en quête de rejoindre María Sabina. On raconte que Bob Dylan, Mick Jagger ou encore John Lennon l'auraient approchée. Son enthousiasme du début s'est peu à peu estompé lorsqu'elle a pris conscience du manque de respect des visiteurs envers les buts sacrés des veladas traditionnelles.
En 1962, Albert Hofmann qui a synthétisé la psilocybine, la molécule active du champignon psilocybe, vient la rencontrer. C'est à l'automne, alors que les champignons ne poussent plus. Il lui propose ses pilules de psilocybine, elle en prend, rentre en transe et célèbre une merveilleuse velada (veillée). Le lendemain matin elle lui dit que l'esprit des champignons se trouvait vraiment dans ces pilules.
Elle meurt en 1985, dans un certain dénuement et en partie rejetée par sa communauté pour avoir ainsi ouvert sa porte. Elle-même regrettait, au vu de l'affluence d'étrangers à la recherche de sensations fortes, d'avoir désacralisé en partie l'utilisation des champignons hallucinogènes qui étaient à usage de soirées divinatoires, ou à usage thérapeutique,.

## Cérémonie
María Sabina consommait les champignons hallucinogènes enthéogènes avec ses patients lors de cérémonies très cadrées durant lesquelles elle chantait tout en effectuant des percussions en frappant des mains. La cérémonie pouvait avoir lieu la nuit et durer jusqu'à l'aube. La transe permet à María Sabina d'entrer dans un état de conscience altéré dans lequel les hallucinations sont structurées et correspondent aux croyances mazatèques traditionnelles. Selon María Sabina, les champignons enthéogènes font baisser la fièvre, calment le mal de dent ou dégagent les voies respiratoires lors d'un rhume. La cérémonie a donc un but thérapeutique et spirituel mais pas récréatif.